# A 20 milions de milles de la terra
A 20 milions de milles de la terra (títol original en anglès, 20 Million Miles to Earth) és una pel·lícula estatunidenca dirigida per Nathan Juran, estrenada el 1957. Ha estat doblada al català.

## Argument[2]
Un enorme coet cau al mar prop d'una flotilla de pesca del poble sicilià de Gerra. Uns pescadors temeraris, Verrico i Mondello, secundats pel nen Pepe, aconsegueixen salvar dos dels seus ocupants abans que sigui engolit per les onades. Els supervivents, el coronel Calder i el doctor Sharman, resulten ser membres d'una expedició americana de tornada de Venus, havent-se desviat el seu artefacte de la seva trajectòria.
Després del transport dels ferits a un hospital, Pepe troba sobre la riba un cilindre de vidre identificat «Exèrcit de l'aire - Projecte 5» i n'extirpa una mena de capoll gelatinós. El vendrà immediatament com una curiositat del mar al doctor Leonardo, un zoòleg que treballa no lluny d'allà al seu laboratori ambulant en companyia de la seva filla Marisa, estudiant de medecina. Aquesta última és cridada per reforçar la capçalera dels ferits i Calder recull les notes de Sharman abans que aquest expiri: han portar una mostra animal en la seva expedició.
Amb l'ajuda de la delegació militar americana que arriba i de les autoritats italianes, Calder va a buscar el cilindre. Durant aquest temps, en la caravana dels Leonardo, el capoll allibera una criatura en miniatura. Descobrint-la, els Leonardo pensen en principi que es tracta d'una espècie marina desconeguda i el porten al Jardí zoològic de Roma. Mentrestant, Pepe revela a Calder que ha venut la mostra a Leonardo. Calder i les seves tropes es llancen a la persecució dels Leonardo en el moment en què aquests descobreixen amb estupefacció que la criatura creix ràpidament. Es fa monstruosa i, en la seva fugida, mata un pagès que l'atacava. No li cal més a la policia italiana per voler eliminar-la mentre Calder vol recuperar-la viva.
El monstre és finalment capturat i és anestesiat gràcies a una poderosa descàrrega elèctrica. És transportat a Roma per ser estudiat al Jardí zoològic i, tot i que inconscient, no deixa de créixer. A causa d'un incident tècnic, els científics perden el control de la criatura que s'escapa i s'acaba refugiant dalt del Coliseu. El monstre extraterrestre morirà a mans de l'exèrcit.

## Repartiment
- William Hopper: el coronel Robert Calder
- Joan Taylor: Marisa Leonardo
- Frank Puglia: El Doctor Leonardo
- John Zaremba: El Doctor Judson Uhl
- Thomas Browne Henry: El general McIntosh
- Tito Vuolo: Charra, El comissari de policia
- Jan Arvan: Contino, un oficial del govern
- Arthur Space: El Doctor Sharman
- Bart Braverman: Pepe
- George Khoury: Verrico (No surt als crèdits)
- Don Orlando: Mondello (No surt als crèdits)
- Ray Harryhausen: un home del zoo (no surt als crèdits)